# Indie na Letnich Igrzyskach Olimpijskich 2020
Indie na Letnich Igrzyskach Olimpijskich 2020 reprezentowało 120 zawodników: 67 mężczyzn i 53 kobiety. Był to 25. start reprezentacji Indii na letnich igrzyskach olimpijskich.

## Zdobyte medale[3]
| Medal  | Zawodnik | Dyscyplina           | Konkurencja                            | Rezultat                                                             | Data       |
| ------ | --- | -------------------- | -------------------------------------- | -------------------------------------------------------------------- | ---------- |
| Złoto  | Neeraj Chopra | Lekkoatletyka        | rzut oszczepem mężczyzn                | 87,58 m                                                              | 7 sierpnia |
| Srebro | Saikhom Mirabai Chanu | Podnoszenie ciężarów | waga do 49 kg kobiet                   | 202 kg                                                               | 24 lipca   |
| Srebro | Ravi Kumar | Zapasy               | Kategoria do 57 kg mężczyzn styl wolny | W finale uległ Zawurowi Ugujewowi 4:7                                | 5 sierpnia |
| Brąz   | Pusarla Venkata Sindhu | Badminton            | gra pojedyncza kobiet                  | W meczu o brązowy medal pokonała reprezentantkę Chin He Bingjiao 2:0 | 1 sierpnia |
| Brąz   | Lovlina Borgohain | Boks                 | waga półśrednia kobiet                 | W półfinale uległa reprezentantce Turcji Busenaz Sürmeneli 0:5       | 4 sierpnia |
| Brąz   | Surender Kumar, Varun Kumar, Birendra Lakra, Vivek Prasad, Dilpreet Singh, Gurjant Singh, Harmanpreet Singh, Hardik Singh, Mandeep Singh, Manpreet Singh, Rupinder Pal Singh, Shamsher Singh, Simranjeet Singh, Nilakanta Sharma, Sreejesh Raveendran Parattu, Sumit, Lalit Upadhyay, Amit Rohidas | Hokej na trawie      | turniej mężczyzn                       | W meczu o brązowy medal pokonali reprezentację Niemiec 5:4           | 5 sierpnia |
| Brąz   | Bajrang Kumar | Zapasy               | kategoria do 65 kg mężczyzn styl wolny | W pojedynku o brązowy medal pokonał Kazacha Dauleta Nijazbiekowa 6:0 | 7 sierpnia |

## Skład kadry

### Badminton
| Zawodnik                              | Konkurencja        | Faza grupowa                       | Faza grupowa                        | Faza grupowa                  | Pozycja | 1/8                           | Ćwierćfinały                 | Półfinały              | Finał                 | Finał   | Źródło                     |
| Zawodnik                              | Konkurencja        | Przeciwnik Wynik                   | Przeciwnik Wynik                    | Przeciwnik Wynik              | Pozycja | Przeciwnik Wynik              | Przeciwnik Wynik             | Przeciwnik Wynik       | Przeciwnik Wynik      | Pozycja | Źródło                     |
| ------------------------------------- | ------------------ | ---------------------------------- | ----------------------------------- | ----------------------------- | ------- | ----------------------------- | ---------------------------- | ---------------------- | --------------------- | ------- | -------------------------- |
| B. Sai Praneeth                       | gra pojedyncza (m) | Zilberman 0-2 (17-21, 15-21)       | Caljouw 0-2 (14-21, 14-21)          | N\A                           | 3.      | NQ                            | NQ                           | NQ                     | NQ                    | 15.     | [ 4 ] [ 5 ] [ 6 ] [ 7 ]    |
| Pusarla Venkata Sindhu                | gra pojedyncza (k) | Polikarpova 2-0 (21-7, 21-10)      | Cheung 2-0 (21-9, 21-16)            | N\A                           | 1.      | Blichfeldt 2-0 (21-15, 21-13) | Yamaguchi 2-0 (21-13, 22-20) | Tai 0-2 (18-21, 12-21) | He 2-0 (21-13, 21-15) | brąz    | [ 8 ] [ 9 ] [ 6 ] [ 10 ]   |
| Satwiksairaj Rankireddy Chirag Shetty | gra podwójna (m)   | Lee Wang 2-1 (21-16, 16-21, 27-25) | Gideon Sukamuljo 2-0 (13-21, 12-21) | Lane Vendy 2-0 (21-17, 21-19) | 3.      | N/A                           | NQ                           | NQ                     | NQ                    | 9.      | [ 11 ] [ 12 ] [ 9 ] [ 13 ] |

### Boks
| Zawodnik          | Konkurencja               | 1/16              | 1/8              | Ćwierćfinał      | Półfinał         | Finał            | Finał   | Źródło |
| Zawodnik          | Konkurencja               | Przeciwnik Wynik  | Przeciwnik Wynik | Przeciwnik Wynik | Przeciwnik Wynik | Przeciwnik Wynik | Miejsce | Źródło |
| ----------------- | ------------------------- | ----------------- | ---------------- | ---------------- | ---------------- | ---------------- | ------- | ------ |
| Amit Panghal      | waga musza mężczyzn       | Bye               | Martínez P 1-4   | NQ               | NQ               | NQ               | 9.      | [ 14 ] |
| Manish Kaushik    | waga lekka mężczyzn       | McCormack P 1-4   | NQ               | NQ               | NQ               | NQ               | 17.     | [ 15 ] |
| Vikas Krishan     | waga półśrednia mężczyzn  | Okazawa P 0-5     | NQ               | NQ               | NQ               | NQ               | 17.     | [ 16 ] |
| Ashish Kumar      | waga średnia mężczyzn     | Tanglatihan P 0-5 | NQ               | NQ               | NQ               | NQ               | 17.     | [ 17 ] |
| Satish Kumar      | waga superciężka mężczyzn | Bye               | Brown W 4-1      | Jalolov P 0-5    | NQ               | NQ               | 5       | [ 18 ] |
| Mary Kom          | waga musza kobiet         | Hernández W 4-1   | Valencia P 2-3   | NQ               | NQ               | NQ               | 9.      | [ 19 ] |
| Simranjit Kaur    | waga lekka kobiet         | Bye               | Seesondee P 0-5  | NQ               | NQ               | NQ               | 9.      | [ 20 ] |
| Lovlina Borgohain | waga półśrednia kobiet    | Bye               | Apetz W 3-2      | Chen W 4-1       | Sürmeneli P 0-5  | NQ               | brąz    | [ 21 ] |
| Pooja Rani        | waga średnia kobiet       | Bye               | Chaib W 5-0      | Li P 0-5         | NQ               | NQ               | 5.      | [ 22 ] |

### Gimnastyka
Kobiety
| Zawodniczka   | Konkurencja            | Kwalifikacje | Kwalifikacje | Kwalifikacje | Kwalifikacje | Kwalifikacje | Kwalifikacje | Finał     | Finał     | Finał     | Finał     | Finał | Finał   | Źródło |
| Zawodniczka   | Konkurencja            | Przyrządy    | Przyrządy    | Przyrządy    | Przyrządy    | Razem        | Pozycja      | Przyrządy | Przyrządy | Przyrządy | Przyrządy | Razem | Pozycja | Źródło |
| Zawodniczka   | Konkurencja            | V            | UB           | BB           | F            | Razem        | Pozycja      | V         | UB        | BB        | F         | Razem | Pozycja | Źródło |
| ------------- | ---------------------- | ------------ | ------------ | ------------ | ------------ | ------------ | ------------ | --------- | --------- | --------- | --------- | ----- | ------- | ------ |
| Pranati Nayak | wielobój indywidualnie | 13,466       | 9,033        | 9,433        | 10,633       | 42,565       | 79.          | NQ        | NQ        | NQ        | NQ        | NQ    | 79.     | [ 23 ] |

### Golf
| Zawodnik       | Konkurencja | Runda 1 | Runda 2 | Runda 3 | Runda 4 | Łącznie | Łącznie | Łącznie | Źródło |
| Zawodnik       | Konkurencja | Wynik   | Wynik   | Wynik   | Wynik   | Wynik   | Par     | Pozycja | Źródło |
| -------------- | ----------- | ------- | ------- | ------- | ------- | ------- | ------- | ------- | ------ |
| Aditi Ashok    | kobiety     | 67      | 66      | 68      | 68      | 269     | – 15    | 4.      | [ 24 ] |
| Diksha Dagar   | kobiety     | 76      | 72      | 72      | 70      | 290     | +6      | 50.     | [ 24 ] |
| Anirban Lahiri | Mężczyźni   | 67      | 72      | 68      | 72      | 279     | – 5     | 42.     | [ 25 ] |
| Udayan Mane    | Mężczyźni   | 76      | 69      | 70      | 72      | 287     | +3      | 56.     | [ 25 ] |

### Hokej na trawie
Turniej kobiet
- Reprezentacja kobiet

| - Navjot Kaur - Gurjit Kaur - Deep Grace Ekka - Monika Malik - Sharmila Devi - Nikki Pradhan - Savita Punia - Nisha Warsi |  | - Vandana Katariya - Udita Duhan - Lalremsiami - Navneet Kaur - Sushila Chanu - Rani Rampal - Salima Tete - Neha Goyal |

| Drużyna | Konkurencja | Faza grupowa     | Faza grupowa     | Faza grupowa        | Faza grupowa     | Faza grupowa          | Faza grupowa | Ćwierćfinały     | Półfinały        | Finał               | Pozycja | Źródło |
| Drużyna | Konkurencja | Przeciwnik Wynik | Przeciwnik Wynik | Przeciwnik Wynik    | Przeciwnik Wynik | Przeciwnik Wynik      | Pozycja      | Przeciwnik Wynik | Przeciwnik Wynik | Przeciwnik Wynik    | Pozycja | Źródło |
| ------- | ----------- | ---------------- | ---------------- | ------------------- | ---------------- | --------------------- | ------------ | ---------------- | ---------------- | ------------------- | ------- | ------ |
| Indie   | kobiety     | Holandia 1:5     | Niemcy 0:2       | Wielka Brytania 1:4 | Irlandia 1:0     | Południowa Afryka 4:3 | 4.           | Australia 1:0    | Argentyna 1:2    | Wielka Brytania 3:4 | 4.      | [ 26 ] |

Turniej mężczyzn
- Reprezentacja mężczyzn

| - Surender Kumar - Varun Kumar - Birendra Lakra - Vivek Prasad - Dilpreet Singh - Gurjant Singh - Harmanpreet Singh - Hardik Singh - Amit Rohidas |  | - Mandeep Singh - Manpreet Singh - Rupinder Pal Singh - Shamsher Singh - Simranjeet Singh - Nilakanta Sharma - Sreejesh Raveendran Parattu - Sumit - Lalit Upadhyay, |

| Drużyna | Konkurencja | Faza grupowa      | Faza grupowa     | Faza grupowa     | Faza grupowa     | Faza grupowa     | Faza grupowa | Ćwierćfinały        | Półfinały        | Finał            | Pozycja | Źródło |
| Drużyna | Konkurencja | Przeciwnik Wynik  | Przeciwnik Wynik | Przeciwnik Wynik | Przeciwnik Wynik | Przeciwnik Wynik | Pozycja      | Przeciwnik Wynik    | Przeciwnik Wynik | Przeciwnik Wynik | Pozycja | Źródło |
| ------- | ----------- | ----------------- | ---------------- | ---------------- | ---------------- | ---------------- | ------------ | ------------------- | ---------------- | ---------------- | ------- | ------ |
| Indie   | mężczyźni   | Nowa Zelandia 3:2 | Australia 1:7    | Hiszpania 3:0    | Argentyna 3:1    | Japonia 5:3      | 2.           | Wielka Brytania 3:1 | Belgia 2:5       | Niemcy 5:4       | brąz    | [ 27 ] |

### Jeździectwo
WKKW
| Zawodnik     | Konkurencja   | Koń      | Ujeżdżenie | Cross country | Skoki (runda kwalifikacyjna) | Razem | Skoki (runda finałowa) | Finał | Pozycja | Źródło |
| ------------ | ------------- | -------- | ---------- | ------------- | ---------------------------- | ----- | ---------------------- | ----- | ------- | ------ |
| Fouaad Mirza | indywidualnie | Seigneur | 28,00      | 11,20         | 8,00                         | 47,20 | 12,40                  | 59,60 | 23.     | [ 28 ] |

### Judo
| Zawodnik          | Konkurencja | 1/16                 | 1/8                 | Ćwierćfinał         | Półfinał            | Repasaże            | Finał / 3. miejsce  | Finał / 3. miejsce | Źródła |
| Zawodnik          | Konkurencja | Przeciwniczka Wynik  | Przeciwniczka Wynik | Przeciwniczka Wynik | Przeciwniczka Wynik | Przeciwniczka Wynik | Przeciwniczka Wynik | Pozycja            | Źródła |
| ----------------- | ----------- | -------------------- | ------------------- | ------------------- | ------------------- | ------------------- | ------------------- | ------------------ | ------ |
| Shushila Likmabam | -48 kg (k)  | Csernoviczki P 00-10 | NQ                  | NQ                  | NQ                  | NQ                  | NQ                  | 17.                | [ 29 ] |

### Lekkoatletyka
Konkurencje biegowe
| Zawodnik                                                             | Konkurencja                 | Eliminacje | Eliminacje | Półfinał | Półfinał | Finał   | Finał   | Źródło |
| Zawodnik                                                             | Konkurencja                 | Wynik      | Miejsce    | Wynik    | Miejsce  | Wynik   | Miejsce | Źródło |
| -------------------------------------------------------------------- | --------------------------- | ---------- | ---------- | -------- | -------- | ------- | ------- | ------ |
| M. P. Jabir                                                          | 400 m przez płotki (m)      | 50,77      | 7.         | NQ       | NQ       | NQ      | NQ      | [ 30 ] |
| Avinash Sable                                                        | 3000 m z przeszkodami (m)   | 8:18,12    | 7.         | N/A      | N/A      | NQ      | NQ      | [ 31 ] |
| Muhammed Anas Noah Nirmal Tom Amoj Jacob Arokia Rajiv                | sztafeta 4 × 400 m (m)      | 3:00,25    | 4.         | N/A      | N/A      | NQ      | NQ      | [ 32 ] |
| Sandeep Kumar                                                        | chód na 20 km (m)           | N/A        | N/A        | N/A      | N/A      | 1:25:07 | 23.     | [ 33 ] |
| Rahul Rohilla                                                        | chód na 20 km (m)           | N/A        | N/A        | N/A      | N/A      | 1:32:06 | 47.     | [ 33 ] |
| Irfan Kolothum Thodi                                                 | chód na 20 km (m)           | N/A        | N/A        | N/A      | N/A      | 1:34:41 | 51.     | [ 33 ] |
| Gurpreet Singh                                                       | chód na 50 km (m)           | N/A        | N/A        | N/A      | N/A      | DNF     | DNF     | [ 34 ] |
| Dutee Chand                                                          | 100 m (k)                   | 11,54      | 7.         | NQ       | NQ       | NQ      | NQ      | [ 35 ] |
| Dutee Chand                                                          | 200 m (k)                   | 23,85      | 7.         | NQ       | NQ       | NQ      | NQ      | [ 36 ] |
| Priyanka Goswami                                                     | chód na 20 km (k)           | N/A        | N/A        | N/A      | N/A      | 1:32:36 | 17.     | [ 37 ] |
| Bhawna Jat                                                           | chód na 20 km (k)           | N/A        | N/A        | N/A      | N/A      | 1:37:38 | 32.     | [ 37 ] |
| Muhammed Anas Yahiya Revathi Veeramani Subha Venkatesan Arokia Rajiv | sztafeta mieszana 4 × 400 m | 3:19,93    | 8.         | N/A      | N/A      | NQ      | NQ      | [ 38 ] |

Konkurencje techniczne
| Zawodnik               | Konkurencja        | Kwalifikacje | Kwalifikacje | Finał | Finał   | Źródło |
| Zawodnik               | Konkurencja        | Wynik        | Miejsce      | Wynik | Miejsce | Źródło |
| ---------------------- | ------------------ | ------------ | ------------ | ----- | ------- | ------ |
| Tajinderpal Singh Toor | pchnięcie kulą (m) | 19,99        | 24.          | NQ    | NQ      | [ 39 ] |
| M. Sreeshankar         | skok w dal         | 7,69         | 25.          | NQ    | NQ      | [ 40 ] |
| Neeraj Chopra          | rzut oszczepem     | 86,65        | 1.           | 87,58 | złoto   | [ 41 ] |
| Shivpal Singh          | rzut oszczepem     | 76,40        | 27.          | NQ    | NQ      | [ 41 ] |
| Annu Rani              | rzut oszczepem (k) | 54,04        | 29.          | NQ    | NQ      | [ 42 ] |
| Seema Punia            | rzut dyskiem (k)   | 60,57        | 16.          | NQ    | NQ      | [ 43 ] |
| Kamalpreet Kaur        | rzut dyskiem (k)   | 64,00        | 2.           | 63,70 | 6.      | [ 43 ] |

### Łucznictwo
| Zawodnik                              | Konkurencja       | Runda rankingowa | Runda rankingowa | 1/64                | 1/32                      | 1/16              | 1/8                | Ćwierćfinały             | Półfinały        | Finał            | Finał   | Źródło               |
| Zawodnik                              | Konkurencja       | Wynik            | Miejsce          | Przeciwnik Wynik    | Przeciwnik Wynik          | Przeciwnik Wynik  | Przeciwnik Wynik   | Przeciwnik Wynik         | Przeciwnik Wynik | Przeciwnik Wynik | Pozycja | Źródło               |
| ------------------------------------- | ----------------- | ---------------- | ---------------- | ------------------- | ------------------------- | ----------------- | ------------------ | ------------------------ | ---------------- | ---------------- | ------- | -------------------- |
| Pravin Jadhav                         | indywidualnie (m) | 656              | 31.              | G. Bazarżapow W 6-0 | B. Ellison P 0-6          | NQ                | NQ                 | NQ                       | NQ               | NQ               | 17.     | [ 44 ] [ 45 ] [ 46 ] |
| Atanu Das                             | indywidualnie (m) | 653              | 35.              | Deng Y. W 7-1       | Oh J. W 6-5               | T. Furukawa P 4-6 | NQ                 | NQ                       | NQ               | NQ               | 9.      | [ 44 ] [ 45 ] [ 46 ] |
| Tarundeep Rai                         | indywidualnie (m) | 652              | 37.              | O. Hunbin W 6-4     | I. Shanny P 5-6           | NQ                | NQ                 | NQ                       | NQ               | NQ               | 17.     | [ 44 ] [ 45 ] [ 46 ] |
| Deepika Kumari                        | indywidualnie (k) | 663              | 9.               | Karma W 6-0         | J. Mucino-Fernandez W 6-4 | K. Pierowa W 6-5  | An San P 0-6       | NQ                       | NQ               | NQ               | 8.      | [ 47 ] [ 48 ] [ 49 ] |
| Atanu Das Pravin Jadhav Tarundeep Rai | drużynowo (m)     | 1961             | 9.               | N/A                 | N/A                       | N/A               | Kazachstan · W 6-2 | Korea Południowa · P 0-6 | NQ               | NQ               | 8.      | [ 50 ] [ 51 ]        |
| Pravin Jadhav Deepika Kumari          | mikst             | 1319             | 9.               | N/A                 | N/A                       | N/A               | Tang Lin W 5-3     | Kim An San P 2-6         | NQ               | NQ               | 6.      | [ 52 ] [ 53 ]        |

### Pływanie
| Zawodnik        | Konkurencja           | Eliminacje | Eliminacje | Półfinał | Półfinał | Finał | Finał   | Źródło               |
| Zawodnik        | Konkurencja           | Czas       | Miejsce    | Czas     | Miejsce  | Czas  | Miejsce | Źródło               |
| --------------- | --------------------- | ---------- | ---------- | -------- | -------- | ----- | ------- | -------------------- |
| Srihari Nataraj | 100 m grzbietowym (m) | 54,31      | 27.        | NQ       | NQ       | NQ    | NQ      | [ 54 ]               |
| Sajan Prakash   | 100 m motylkowym (m)  | 53,45      | 46.        | NQ       | NQ       | NQ    | NQ      | [ 55 ] [ 56 ] [ 57 ] |
| Sajan Prakash   | 200 m motylkowym (m)  | 1:57,22    | 24.        | NQ       | NQ       | NQ    | NQ      | [ 58 ] [ 59 ] [ 60 ] |
| Maana Patel     | 100 m grzbietowym (k) | 1:05,20    | 39.        | NQ       | NQ       | NQ    | NQ      | [ 61 ] [ 62 ] [ 63 ] |

### Podnoszenie ciężarów
| Zawodnik              | Konkurencja   | Rwanie | Rwanie  | Podrzut | Podrzut | Razem  | Pozycja | Źródło |
| Zawodnik              | Konkurencja   | Wynik  | Pozycja | Wynik   | Pozycja | Razem  | Pozycja | Źródło |
| --------------------- | ------------- | ------ | ------- | ------- | ------- | ------ | ------- | ------ |
| Saikhom Mirabai Chanu | -49 kg kobiet | 87 kg  | 2.      | 115 kg  | 2.      | 202 kg | srebro  | [ 64 ] |

### Strzelectwo
| Zawodnik                                 | Konkurencja                         | Kwalifikacje | Kwalifikacje | Finał   | Finał   | Źródło                      |
| Zawodnik                                 | Konkurencja                         | Wynik        | Pozycja      | Wynik   | Pozycja | Źródło                      |
| ---------------------------------------- | ----------------------------------- | ------------ | ------------ | ------- | ------- | --------------------------- |
| Deepak Kumar                             | karabin pneumatyczny (m)            | 624,7        | 26.          | NQ      | NQ      | [ 65 ] [ 66 ]               |
| Divyansh Singh Panwar                    | karabin pneumatyczny (m)            | 622,8        | 32.          | NQ      | NQ      | [ 65 ] [ 66 ]               |
| Aishwary Pratap Singh Tomar              | karabin małokalibrowy 3 postawy (m) | 1167-63x     | 21.          | NQ      | NQ      | [ 67 ] [ 68 ]               |
| Sanjeev Rajput                           | karabin małokalibrowy 3 postawy (m) | 1157-55x     | 32.          | NQ      | NQ      | [ 67 ] [ 68 ]               |
| Elavenil Valarivan                       | karabin pneumatyczny (k)            | 626,5        | 16.          | NQ      | NQ      | [ 69 ] [ 70 ]               |
| Apurvi Chandela                          | karabin pneumatyczny (k)            | 621,9        | 36.          | NQ      | NQ      | [ 69 ] [ 70 ]               |
| Anjum Moudgil                            | karabin małokalibrowy 3 postawy (k) | 1167-55x     | 15.          | NQ      | NQ      | [ 71 ] [ 72 ]               |
| Tejaswini Sawant                         | karabin małokalibrowy 3 postawy (k) | 1154-40x     | 33.          | NQ      | NQ      | [ 71 ] [ 72 ]               |
| Elavenil Valarivan Divyansh Singh Panwar | karabin pneumatyczny (mikst)        | 626,5        | 12.          | NQ      | NQ      | [ 73 ] [ 74 ] [ 75 ] [ 76 ] |
| Anjum Moudgil Deepak Kumar               | karabin pneumatyczny (mikst)        | 623,8        | 18.          | NQ      | NQ      | [ 73 ] [ 74 ] [ 75 ] [ 76 ] |
| Saurabh Chaudhary                        | pistolet pneumatyczny (m)           | 586-28x      | 1.           | 137,4   | 7.      | [ 77 ] [ 78 ]               |
| Abhishek Verma                           | pistolet pneumatyczny (m)           | 575-19x      | 17.          | NQ      | NQ      |                             |
| Manu Bhaker                              | pistolet pneumatyczny (k)           | 575-14x      | 12.          | NQ      | NQ      | [ 79 ] [ 80 ]               |
| Yashaswini Singh Deswal                  | pistolet pneumatyczny (k)           | 574-11x      | 13.          | NQ      | NQ      | [ 79 ] [ 80 ]               |
| Manu Bhaker                              | pistolet sportowy (k)               | 582,17x      | 15.          | NQ      | NQ      | [ 81 ]                      |
| Rahi Sarnobat                            | pistolet sportowy (k)               | 573-23x      | 32.          | NQ      | NQ      |                             |
| Manu Bhaker Saurabh Chaudhary            | pistolet pneumatyczny (mikst)       | 582-26x      | 1.           | 380-11x | 7.      | [ 82 ] [ 83 ] [ 84 ] [ 85 ] |
| Yashaswini Singh Deswal Abhishek Verma   | pistolet pneumatyczny (mikst)       | 564-10x      | 17.          | NQ      |         | [ 82 ] [ 83 ] [ 84 ] [ 85 ] |
| Angad Vir Singh Bajwa                    | skeet (m)                           | 120          | 18.          | NQ      | NQ      | [ 86 ]                      |
| Mairaj Ahmad Khan                        | skeet (m)                           | 117          | 25.          | NQ      | NQ      | [ 86 ]                      |

### Szermierka
Kobiety
| Zawodnik           | Konkurencja          | 1/32             | 1/16                | 1/8              | Ćwierćfinały     | Półfinały        | Finał/o 3. miejsce | Finał/o 3. miejsce | Źródło |
| Zawodnik           | Konkurencja          | Przeciwnik Wynik | Przeciwnik Wynik    | Przeciwnik Wynik | Przeciwnik Wynik | Przeciwnik Wynik | Przeciwnik Wynik   | Pozycja            | Źródło |
| ------------------ | -------------------- | ---------------- | ------------------- | ---------------- | ---------------- | ---------------- | ------------------ | ------------------ | ------ |
| C. A. Bhavani Devi | szabla indywidualnie | Azizi W 15-3     | Manon Brunet P 7-15 | NQ               | NQ               | NQ               | NQ                 | 31.                | [ 87 ] |

### Tenis stołowy
| Zawodnik                   | Konkurencja        | Eliminacje       | Runda 1          | Runda 2          | Runda 3          | 1/8 finału       | Ćwierćfinały     | Półfinały        | Finał            | Finał   | Źródło |
| Zawodnik                   | Konkurencja        | Przeciwnik Wynik | Przeciwnik Wynik | Przeciwnik Wynik | Przeciwnik Wynik | Przeciwnik Wynik | Przeciwnik Wynik | Przeciwnik Wynik | Przeciwnik Wynik | Pozycja | Źródło |
| -------------------------- | ------------------ | ---------------- | ---------------- | ---------------- | ---------------- | ---------------- | ---------------- | ---------------- | ---------------- | ------- | ------ |
| Sathiyan Gnanasekaran      | gra pojedyncza (m) | N/A              | N/A              | Lam P 3-4        | NQ               | NQ               | NQ               | NQ               | NQ               | 33.     | [ 88 ] |
| Sharath Kamal              | gra pojedyncza (m) | N/A              | N/A              | Apolónia W 4-2   | Ma Long P 1-4    | NQ               | NQ               | NQ               | NQ               | 17.     | [ 88 ] |
| Sutirtha Mukherjee         | gra pojedyncza (k) | N/A              | Bergström W 4-3  | Fu Yu P 0-4      | NQ               | NQ               | NQ               | NQ               | NQ               | 33.     | [ 89 ] |
| Manika Batra               | gra pojedyncza (k) | N/A              | Tin W 4-0        | Pesoćka W 4-3    | Polcanova P 0-4  | NQ               | NQ               | NQ               | NQ               | 17.     | [ 89 ] |
| Sharath Kamal Manika Batra | turniej mieszany   | N/A              | N/A              | N/A              | N/A              | Lin Cheng P 0-4  | NQ               | NQ               | NQ               | 9.      | [ 90 ] |

### Tenis ziemny
| Zawodnik                 | Konkurencja | Pierwsza runda                | Druga runda                     | Trzecia runda    | Ćwierćfinały     | Półfinały        | Finał            | Finał   | Źródło |
| Zawodnik                 | Konkurencja | Przeciwnik Wynik              | Przeciwnik Wynik                | Przeciwnik Wynik | Przeciwnik Wynik | Przeciwnik Wynik | Przeciwnik Wynik | Pozycja | Źródło |
| ------------------------ | ----------- | ----------------------------- | ------------------------------- | ---------------- | ---------------- | ---------------- | ---------------- | ------- | ------ |
| Sumit Nagal              | singiel (m) | Istomin W 2-1 (6:4, 6:7, 6:4) | Miedwiediew P 0-2 (2:6, 1:6)    | NQ               | NQ               | NQ               | NQ               | 17.     | [ 91 ] |
| Sania Mirza Ankita Raina | debel (k)   | N/A                           | Kiczenok P 1-2 (6:0, 6:7, 8:10) | NQ               | NQ               | NQ               | NQ               | 17.     | [ 92 ] |

### Wioślarstwo
| Zawodnik               | Konkurencja | Eliminacje | Eliminacje | Repesaż | Repesaż | Półfinały | Półfinały       | Finał   | Finał      | Miejsce | Źródło |
| Zawodnik               | Konkurencja | Czas       | M.         | Czas    | M.      | Czas      | M.              | Czas    | M.         | Miejsce | Źródło |
| ---------------------- | ----------- | ---------- | ---------- | ------- | ------- | --------- | --------------- | ------- | ---------- | ------- | ------ |
| Arjun Lal Arvind Singh | LM2x        | 6:40,33    | 5.         | 6:51,36 | 3.      | 6:24,41   | 6. Półfinał A/B | 6:29,66 | 5. Finał B | 11      | [ 93 ] |

### Zapasy
Mężczyźni – styl wolny
| Zawodnik      | Konkurencja | 1/8               | Ćwierćfinał      | Półfinał          | Repesaż          | Finał             | Finał   | Źródło |
| Zawodnik      | Konkurencja | Przeciwnik Wynik  | Przeciwnik Wynik | Przeciwnik Wynik  | Przeciwnik Wynik | Przeciwnik Wynik  | Pozycja | Źródło |
| ------------- | ----------- | ----------------- | ---------------- | ----------------- | ---------------- | ----------------- | ------- | ------ |
| Ravi Kumar    | -57 kg      | Tigreros W 13-2   | Wangełow W 14-4  | Artas Sanaa W 7-9 | N/A              | Ugujew P 1-12     | srebro  | [ 95 ] |
| Bajrang Kumar | -65 kg      | Akmatalijew W 3-3 | Ghijasi W 2-1    | Əliyev P 5-12     | N/A              | Nijazbiekow W 8-0 | brąz    | [ 96 ] |
| Deepak Punia  | -86 kg      | Agiomor P 12-1    | Lin W 6-3        | Taylor P 0-10     | N/A              | Amine P 2-3       | 5.      | [ 97 ] |

Kobiety – styl wolny
| Zawodniczka   | Konkurencja | 1/8              | Ćwierćfinał       | Półfinał         | Repesaż 1        | Finał/3. miejsce | Finał/3. miejsce | Źródło  |
| Zawodniczka   | Konkurencja | Przeciwnik Wynik | Przeciwnik Wynik  | Przeciwnik Wynik | Przeciwnik Wynik | Przeciwnik Wynik | Pozycja          | Źródło  |
| ------------- | ----------- | ---------------- | ----------------- | ---------------- | ---------------- | ---------------- | ---------------- | ------- |
| Seema Bisla   | -50 kg      | al-Hamidi P 1-3  | NQ                | NQ               | NQ               | NQ               | 13.              | [ 98 ]  |
| Vinesh Phogat | -53 kg      | Mattsson W 7-1   | Kaładzinska P 3-9 | NQ               | NQ               | NQ               | 9.               | [ 99 ]  |
| Anshu Malik   | -57 kg      | Kuraczkina P 2-8 | NQ                | NQ               | Kobłowa P 1-5    | NQ               | 9.               | [ 100 ] |
| Sonam Malik   | -62 kg      | Bolortujaa P 2-2 | NQ                | NQ               | NQ               | NQ               | 11.              | [ 101 ] |

### Żeglarstwo
Kobiety
| Zawodnik       | Konkurencja  | Wyścig | Wyścig | Wyścig | Wyścig | Wyścig | Wyścig | Wyścig | Wyścig | Wyścig | Wyścig | Wyścig | Punkty | Finałowa pozycja | Źródło  |
| Zawodnik       | Konkurencja  | 1      | 2      | 3      | 4      | 5      | 6      | 7      | 8      | 9      | 10     | M*     | Punkty | Finałowa pozycja | Źródło  |
| -------------- | ------------ | ------ | ------ | ------ | ------ | ------ | ------ | ------ | ------ | ------ | ------ | ------ | ------ | ---------------- | ------- |
| Nethra Kumanan | Laser Radial | 33     | 16     | 15     | 40     | 32     | 38     | 22     | 20     | 37     | 38     | NQ     | 251    | 35.              | [ 102 ] |

Mężczyźni
| Zawodnik                          | Konkurencja | Wyścig | Wyścig | Wyścig | Wyścig | Wyścig | Wyścig | Wyścig | Wyścig | Wyścig | Wyścig | Wyścig | Wyścig | Wyścig | Punkty | Finałowa pozycja | Źródło  |
| Zawodnik                          | Konkurencja | 1      | 2      | 3      | 4      | 5      | 6      | 7      | 8      | 9      | 10     | 11     | 12     | M*     | Punkty | Finałowa pozycja | Źródło  |
| --------------------------------- | ----------- | ------ | ------ | ------ | ------ | ------ | ------ | ------ | ------ | ------ | ------ | ------ | ------ | ------ | ------ | ---------------- | ------- |
| Vishnu Saravanan                  | Laser       | 14     | 20     | 24     | 23     | 22     | 12     | 27     | 23     | 3      | 15     | N/A    | N/A    | NQ     | 156    | 20.              | [ 103 ] |
| Ganapathy Kalapanda Varun Thakkar | 49er        | 18     | 18     | 17     | 19     | 14     | 5      | 17     | 11     | 15     | 16     | 9      | 14     | NQ     | 154    | 17.              | [ 104 ] |

M = Wyścig medalowy